# Grand Theft Auto Online
Grand Theft Auto Online là một trò chơi phiêu lưu hành động nhiều người chơi trực tuyến được Rockstar North phát triển và được Rockstar Games phát hành. Trò chơi này được phát hành vào ngày 1 tháng 10 năm 2013 cho PlayStation 3 và Xbox 360, và được phát hành vào ngày 18 tháng 11 năm 2014 cho PlayStation 4 và Xbox One, với phiên bản Microsoft Windows vào ngày 14 tháng 4 năm 2015. Trò chơi này là thành phần trực tuyến của Grand Theft Auto V. Lấy bối cảnh là tiểu bang hư cấu San Andreas (dựa trên Nam California), Grand Theft Auto Online cho phép tối đa 30 người chơi khám phá thế giới mở và tham gia vào các trận đấu trò chơi hợp tác hoặc cạnh tranh. Thiết kế thế giới mở cho phép người chơi tự do dạo chơi ở San Andreas, bao gồm vùng nông thôn mở và thành phố hư cấu Los Santos (dựa trên Los Angeles).
Được phát triển song song với chế độ chơi đơn, Grand Theft Auto Online được hình thành như một trải nghiệm riêng biệt được chơi trong một thế giới liên tục phát triển. Khi ra mắt, trò chơi này đã gặp phải các vấn đề kỹ thuật phổ biến dẫn đến việc không thể thực hiện các nhiệm vụ và mất dữ liệu nhân vật. Ban đầu trò chơi thu hút các ý kiến phân cực từ các nhà phê bình, bị chỉ trích vì thiếu định hướng và nhiệm vụ lặp đi lặp lại, với lời khen đặc biệt nhắm vào phạm vi và lối chơi kết thúc mở. Nó đã giành được nhiều giải thưởng cuối năm, từ Thất vọng lớn nhất đến Trò nhiều người chơi hay nhất, từ một số ấn phẩm chơi game. Grand Theft Auto Online nhận được cập nhật miễn phí thường xuyên mở rộng hơn nữa về các chế độ và nội dung trò chơi, điều này đã cải thiện khả năng tiếp nhận quan trọng. Bản cập nhật Heists 2015 đã được các nhà phê bình đón nhận rất tích cực.